# بولين فريدريك (صحفية)
بولين فريدريك (بالإنجليزية: Pauline Frederick)‏ هي صحفية أمريكية، ولدت في 13 فبراير 1908 في غليتزين في الولايات المتحدة، وتوفيت في 9 مايو 1990 في ليك فورست في الولايات المتحدة.

## وصلات خارجية
- بولين فريدريك على موقع الموسوعة البريطانية (الإنجليزية)
- بولين فريدريك على موقع إن إن دي بي (الإنجليزية)